# Eduardo Rózsa
Eduardo Rózsa Flores (Santa Cruz de la Sierra, 1960-Santa Cruz de la Sierra, 16 de abril de 2009) fue un actor, productor de cine, escritor, poeta, publicista y soldado boliviano. Líder de una banda paramilitar terrorista y separatista. Eduardo era boliviano de padre húngaro de origen judío (György Obermayer-Rózsa) y madre catalana (Nelly Flores Arias). Fue miembro del Opus Dei y posteriormente se convirtió al islam.

## Vida personal
Los años que permaneció en Europa en la región de los Balcanes participó en la Guerra de Croacia en el bando independentista croata, donde adquirió experiencia militar. A pocos meses de su llegada a Bolivia, falleció en un confuso tiroteo en el Hotel Las Américas por parte de la Policía Boliviana. Antes de su llegada a Bolivia y posterior muerte, se publicó un vídeo en Hungría entrevistándose con una periodista, por si algo le sucedía en Bolivia, en el que dio a conocer un plan del separatismo cruceño de cercos de campesinos e indígenas que meses antes habían sucedido, y en caso de ser necesario buscar la secesión del país. Se lo acusa de querer desestabilizar al gobierno del presidente Evo Morales y lograr la separación del Departamento de Santa Cruz creando una nueva nación. En algún momento de su vida, sintió admiración por el Che Guevara. 
Esto en el país ha desatado muchas controversias por las contradicciones que se ciernen sobre la investigación posterior a la también confusa muerte de Rozsa y de algunos de sus compañeros de grupo. Se les acusó de ser terroristas, de planear el asesinato del presidente Evo Morales y de estar financiados por movimientos separatistas y empresarios de origen extranjero residentes en Santa Cruz. Una de las contradicciones se da en el análisis de un vídeo en el que también se habla de querer asesinar al gobernador opositor Rubén Costas y al presidente del Comité Cívico de Santa Cruz, Branko Marinkovic cuando se iniciaron los atentados al cardenal Julio Terrazas.

## Obras literarias
Sus libros fueron publicados en idioma húngaro.
- A Mocskos háború (1994) háborús visszaemlékezés- La Cara sucia de la Guerra (1994) recuerdos sobre la guerra.
- Hallgatás Hadművelet (1996) - Silencio en el entrenamiento militar (1996)
- Meghaltunk és mégis élünk (1998) háborús visszaemlékezés - Morimos y aun así seguimos vivos (1998)
- Hűség (1999) háborús versek - Lealtad (1999) versos sobre la guerra
- Állapot: Két háború között (2001) versek - Estado: Entre dos guerras (2001) versos
- Disznóságok gyűjteménye (2003) - Colección de cochinadas (2003)
- 69 Titok, szerelmes versek és egy magyarázat (2004) versek - 69 secretos, versos de amor y explicación (2004)
- 47 szúfi vers (2007) versek - 47 versos sufistas

## Sus películas
Todas sus películas fueron filmadas y realizadas en húngaro y alcanzaron cierta relevancia en la nación, así como en comunidades húngaras en el extranjero en Latinoamérica, Norteamérica y Australia.
- Bolse Vita (1996), participó en ella
- Vizualizáció (1997), personaje principal
- Kisváros (1997), Karvaly
- Chico (2001), personaje principal